# Myrmicaria rugosa
Myrmicaria rugosa är en myrart som först beskrevs av Smith 1860.  Myrmicaria rugosa ingår i släktet Myrmicaria och familjen myror. Inga underarter finns listade i Catalogue of Life.